# アララギ特急
『アララギ特急』（アララギエクスプレス）は、かわぐちかいじによる漫画。『モーニング』（講談社）にて1997年25号から1998年8号にかけて連載された。話数カウントは「DASH」。
闇の組織同士が勢力争いを繰り広げる、東京都の架空の区である「京極区」が舞台の中心。将来を嘱望された若者が、殺人事件で人生観を一変させ、さらに裏社会の人間と関わりを持つ。その中で「自分たちの国を作る」という野望のため、多くの人の死を経験し彼らの命を引継ぎながら躍動する。

## あらすじ
東京大学3年次の蘭龍一は、司法試験の口述試験終了後、道中で親子が男に襲われている場面に遭遇し、男を取り押さえる。犯人は自らを刺して死のうとするも死にきれず、蘭に自分を刺すように依頼し、その通り実行した蘭は逮捕され、裁判を受けて執行猶予付きの懲役刑が下される。法曹資格の回復を待ち、司法の道に戻るよう説得する友人に対して蘭は「人は自分も他人も裁くことができ、裁くという行為は誰の力も借りないもの」と言い残しその場を去る。
東京の繁華街である京極区の飲食店でヤクザとのいさかいに巻き込まれ、ベトナムからの密入国者であるデュックと「トモダチ」になった蘭は、彼らからブローカーである劉から拳銃を買うように持ち掛けられていることを知り、それを転売することで大金を得ようと画策する。劉の試験を潜り抜け、拳銃を手に入れた蘭は、若者グループの襲撃にあい拳銃を奪われるも、劉の素早い対応と彼が持つネットワークにより拳銃を取り返す。なおも制裁を加えようとする劉を蘭は制止するが、逆に彼が持つ掟の厳しさを目の当たりにすることになる。
蘭は「自分たちの国」を作ることを目指すが、その前に京極区を支配する暴力団・京極連合の虎風会幹部の菊池正義が彼を子分にすべく現れる。蘭たちは窮地に追い込まれるが、堂々とした態度に菊池は蘭に対して京極区で密入国の管理を牛耳る王秀麗に食い込み、密入国者を手引きできれば彼の計画を認めるとして見逃す。
蘭たちはサイゴンで大きな影響力を持つリンの協力を得ることに成功し、王の手下の襲撃を受けるが、窮地を凌いで密入国を成功させる。結果的に王と対立する事になった蘭と菊地、王が出席するパーティに侵入し、彼女の隙を突いて暗殺を謀る。他人の手を借りず自分で決着をつけると主張した蘭だったが、菊地は密かに狙撃の準備を進めていた。そしてパーティの場で出会った蘭と王は、熱烈なダンスでお互いを理解する。2人は呼吸を合わせて虎口を脱した2人は、1年後の再会を約束する。
王は虎風会への報復を指示し、各所で殺戮が繰り返される。京極連合総長の桐山は王との関係を重視し、菊地を彼女と交渉するが、その場で彼女の存在そのものと蘭を天秤にかけて虎風会の残党と蘭を葬り去ることを要求され、その通り血祭りに上げていく。しかし、蘭たちも最後の力を結集して組織の混乱と京極区の支配を狙い、乾坤一擲の急襲をかける。果たして蘭らの決死の総攻撃の結果は、そして蘭と王との約束は果たされるのか…

## 主要登場人物
蘭龍一（）
本作の主人公。
東京大学法学部に通っており、司法試験に現役で合格するほどの秀才だったが、殺人事件の被告となり、懲役3年執行猶予3年の刑を受ける。事件を介して「人間は法より前で生きている」ことを悟り、法曹資格の回復を待つことなく独自の道を歩み始め、デュックたちや菊地、劉と出会い「自分たちの国」を日本の中に作ることを目標とする。菊地の子分となることを断る代わりに、課題として密入国者の手引きをするよう求められ、その際に台湾マフィアのボス、王と関わる。彼女と直接対峙した彼は、彼女と1年後の再会を約束するが、彼女の対応を巡って菊地と反目する。菊地と路上で喧嘩を繰り広げる最中、彼は組織内の決定で命を落とし、蘭は跡を継いで虎風会の残党を率いることとなる。最後は王が待つ場所へと向かうため、部下らとともに桐山の命を狙う。
王秀麗（）
台湾マフィア「紅蝎子」（ホンシェズ）の女頭領。
衆目を集める美人であるが、敵対したり自分が気に入らない者には容赦なく処断するなど、その影響力は日本のみならずアジア圏に広く行き渡っており、また怖れられてもいる。中華レストランのオーナーで京極商工連合の理事という表の顔を持ち、特別な相手を始末すると決めた時は、自らが調理したフルコース料理を振舞ってから手を下す。蘭とは愛憎入り混じった感情を抱いており、最終的に彼と桐山を天秤にかけ、蘭を試した。
菊地正義（）
京極連合の中でも武闘派として知られる虎風会幹部。
ベンチプレスで150kgを上げるほどの腕力もある。蘭とは利害や友情を越えた、独特の関係を築く。王とは敵対しており、部下をスパイとして潜り込ませていた。暴力団としての強い矜持、また部下への思いにより、自分の身を隠させて王との関係を回復しようとした京極連合としての要求を突っぱねて絶縁する。最期は榊元の差し金により命を落とし、死に際に蘭に部下を率いるよう言い残した。蘭と部下は彼の死を悼んで漁に出て彼の好物だったマグロを釣り上げるとともに、遺灰を洋上に撒いた。
桐山統一郎（）
総勢2万5千人を誇る巨大暴力団、京極連合3代目総長。
台湾マフィアと敵対する事を良しとせず、その意向に逆らう菊地を始末するよう榊元に示唆し、菊地の首と引き換えに王の存在そのものを手中にするが王に蘭と比較されたため、蘭の命も奪おうと総力を挙げる。
デュック
フルネームはグエン・バン・デュック。チャイ、ミュンとはベトナムの田舎の村で育った幼なじみ同士。
3人で伝手を通して資金をかき集め、日本へ密入国する。元々は真面目に働いて金を貯め、故郷に錦を飾るつもりだったが、来日直後に中国人と日本人の手配師に騙され、心機一転窃盗で金を稼ぐことを決心する。手軽に盗めてさばきやすいカブに狙いを定めていたが、魔が差してベンツに手を出したものの、不注意から失敗して追われる立場になったところ、居合わせた蘭によって助けられた格好になり、彼と組むようになる。蘭は「情熱的な楽観」と評した。
チャイ
デュックの弟分。
ミュン
3人グループの妹分。グループに蘭を加え、日々を過ごすうちに彼に恋心を抱く。
リン
金融業を営んでおり、裏社会にも強い影響力を持つチョロン（サイゴンの中華街）のドン。
密航業には彼女の協力が欠かせないため、デュックとミュンが協力を仰いだ。いい加減な相手は歯牙にもかけないが、逆にこれと認めた相手は強く信頼し、相手からもまた信頼されている。また、蘭を「昇龍（タンロン）の子」と呼び、慈しんでいた。当初は王と敵対することを避けたが、デュックや蘭の心意気を感じ手引きをする。しかし、密入国成功後、王の手下によりアジトへ襲撃を受け、蘭との通話中に銃弾を浴び、蘭は「マー・オイ」（母さん）と慟哭した。
テリー・サイクス
傭兵を稼業とする大男。ベトナム戦争時の米国軍人の父とベトナム人の母の間の混血児で、蘭と同じくリンのことを慕っている。
日本へ旅立つ蘭にボディーガードとしてリンが紹介し、雇われた。場数を踏んだ冷静な行動と同時に、必要とあらば躊躇なく相手を殺すプロの殺し屋であり、洋上で王の手下の襲撃を受けた時は的確に指示を出して一人で相手を全滅させている。
劉文興（）
武器を専門に扱う香港の闇ブローカー。ベトナム戦争終結後、統一ベトナム政府と中国の争いが始まり、「国も軍も、人間も信頼できず、信頼できるのは金と運だけ」という考えを持つようになる。
デュックに赤星（トカレフの中国製コピー）50丁の販売を持ちかける。「銃の代金は10年後に言い値の10倍を払う」と宣言し、交渉を持ちかけた蘭に対してロシアンルーレットで度胸と運を試し、彼を見込んだ。その後、半グレの若者グループに赤星を奪われた後は、損得勘定抜きに彼らを文字通りこの世から「消滅」させるよう依頼し、止めようとする蘭に「命がけとは銃を向けたら間違いなく殺すこと」という自らに課した掟を伝え、大きな影響を与える。
榊元武志（）
虎風会会長。
組織の中のはねっ返りである菊池に手を焼く。菊地の始末を桐山から求められ、取り巻きを差し向けて始末する。しかし、それを知った蘭により射殺された。
柳田栄（）
早稲田大学3年次で、蘭とともに現役学生ながら司法試験の最終関門である口述試験まで残る。
昼食に弁当3つを平らげた後、まだ食事をしようとしていた大食漢。外で食事をとっていた蘭と意気投合し、連れ立って歩いていたところ、男が親子を襲っている場面に遭遇。子供は救助も間に合わず彼の腕の中で息絶えた。事件後、蘭の対応の確認を刑事から求められ、悩みながらも「犯人は犯行を続行する意思は無い」と証言し、蘭の行動が過剰防衛に当たると回答した。その後、受けていた司法試験に合格し、検事を目指して司法修習生となるが、蘭が残した数々の言葉を胸の中で反芻し続けていた。